# AMC Spirit
Der AMC Spirit war ein von dem US-amerikanischen Automobilhersteller AMC von Sommer 1978 bis Mitte 1983 gebautes Automobil der US-amerikanischen Kleinwagenklasse mit Hinterradantrieb. 
Der Spirit war Nachfolger des AMC Gremlin, auf dessen Technik er basierte.

## Geschichte
Zum Modelljahr 1979 modernisierte AMC die Modelle Gremlin und Hornet. Der Gremlin hieß fortan Spirit, der Hornet wurde in Concord umbenannt. Angeboten wurde der Spirit in zwei Karosserieversionen: einmal als dreitürige Steilhecklimousine, deren Heck dem des Gremlin ähnelte, aber eine wesentlich schmalere C-Säule hatte und zum anderen als dreitüriges Schrägheckcoupé unter der Bezeichnung Liftback. Das Steilheck ist in den USA auch unter dem Namen Kammback bekannt. Der Vorderwagen stammte, wie vorher vom Hornet, vom AMC Concord und war leicht modifiziert. 
Im Programm standen die Versionen Basis, Spirit DL und Spirit Limited. Als eigene Serie geführt, aber auf dem Spirit Liftback aufbauend, spielte der AMC AMX die Rolle des Sportmodells und machte mit auffälligen Kotflügelverbreiterungen, Spoilern und Zierstreifen auf sich aufmerksam. Für weniger extrovertierte Kunden hielt AMC ein GT-Paket für den Liftback bereit, das sich vom gewöhnlichen Spirit hauptsächlich durch die Verwendung mattschwarzen Lackes für diverse Karosseriedetails unterschied. 
Angetrieben wurden die Spirit-Modelle von einem Zweiliter-Vierzylindermotor (VW EA 831, aus dem Audi 100), dessen Produktionswerkzeuge AMC von Volkswagen erworben hatte, oder Reihensechszylindern mit 3,8 und 4,2 Liter Hubraum; in Liftback und AMX gab es zudem einen Fünfliter-V8 gegen Aufpreis. 
Im Modelljahr 1980 ersetzte ein von Pontiac zugekaufter 2,5 l-Reihenvierzylinder den Zweiliter, ebenso entfiel der V8 ersatzlos. 
1981 erhielt der Spirit einen geänderten Kühlergrill, anders geformte Radkappen und serienmäßige seitliche Zierstreifen. Die Ausstattung des Basismodells wurde um vordere Scheibenbremsen, 185er-Reifen, Teppiche und hintere Stoßstangenhörner erweitert. Die Ausstattungsvariante Limited und der AMX entfielen, das GT-Paket stand weiterhin im Angebot. 
1982 gab es gegen Mehrpreis erstmals ein Fünfganggetriebe.
1983 stand nur noch der Liftback in den Versionen DL und GT im Angebot, und zwar ausschließlich mit dem 4,2-Liter. Für sein letztes Jahr erfuhr der Spirit noch einmal einige kleine Verbesserungen; Radio und 195er-Reifen waren nun serienmäßig. Im letzten Jahr baute AMC nur noch knapp 3500 Spirit. 
Insgesamt entstanden vom Spirit rund 176.000 Exemplare, davon schätzungsweise 5000 AMX.

## Motoren
Über die Jahre wurde der Spirit mit folgenden Motoren angeboten:
- 2,0-Liter-Vierzylinder-Reihenmotor, 81 PS (60 kW)
- 2,5-Liter-Vierzylinder-Reihenmotor, 83 PS (61 kW)
- 3,8-Liter-Sechszylinder-Reihenmotor, 91 PS (67 kW)
- 4,2-Liter-Sechszylinder-Reihenmotor, 112 PS (82 kW)
- 5,0-Liter-V8-Motor, 127 PS (93 kW)